# Вагнер, Петер (музыковед)
Петер Йозеф Вагнер (нем. Peter Joseph Wagner; 19 августа 1865, Кюренц (ныне в составе Трира) — 17 октября 1931, Фрибур) — немецкий музыковед

, исследователь средневековой музыки.
Учился в Трире и Берлине. С 1893 года жил и работал во Фрибуре, преподавал историю музыки во Фрибурском университете (профессор с 1902 года, ректор университета в 1920—1921 годах). В 1904 году папским указом был назначен членом комиссии, занимавшейся разработкой методологии для новых изданий певческих книг католиков (эти «солемские» издания использовались до Второго Ватиканского собора и пользуются авторитетом вплоть до сегодняшнего дня).
Специализировался, главным образом, в области церковной музыки Средних веков. Основной труд Вагнера, «Введение в григорианскую мелодику» (нем. Einführung in die gregorianischen Melodien; 1921), стал первым значительным обзором средневекового пения, построенным на современной методологической основе. В проблемном вопросе ритмики григорианского хорала придерживался идеи метризованного, то есть мензурированного распева (ныне эта идея отвергнута как ложная).
Вагнер также занимался исследованием и публикацией памятников испанской церковной музыки Средних веков. Широкую известность приобрели его издание кодекса Сантьяго-де-Компостелла (Die Gesänge der Jakobusliturgie zu Santiago de Compostela aus dem sog. Codex Calixtinus. Fribourg, 1931) и две большие статьи, посвящённые мозарабской литургической традиции.
Под руководством Вагнера работал над своей докторской диссертацией Людвик Бронарский, в дальнейшем, однако, известный своими исследованиями творчества Шопена; у него также учился Иероним Фейхт.
В 1927 году на учредительной конференции Международного музыковедческого общества в Базеле Вагнер был избран его первым президентом.

## Сочинения
- Einführung in die gregorianischen Melodien. Ein Handbuch der Choralwissenschaft:
  - Bd. 1. Ursprung und Entwicklung der liturgischen Gesangsformen bis zum Ausgange des Mittelalters. 3te Aufl. Leipzig: Breitkopf & Härtel, 1911.
  - Bd. 2. Neumenkunde: Palaeographie des gregorianischen Gesanges. 2te Aufl. Leipzig: Breitkopf & Härtel, 1912.
  - Bd. 3. Gregorianische Formenlehre: eine choralische Stilkunde. 3te Aufl. Leipzig: Breitkopf & Härtel, 1921.